# الحسنیه
الحسنیه (به عربی: الحسنية) یک شهرداری‌های الجزایر در الجزایر است که در ناحیه بطحیه واقع شده‌است.